# Endlicheria multiflora
Endlicheria multiflora är en lagerväxtart som först beskrevs av Friedrich Anton Wilhelm Miquel, och fick sitt nu gällande namn av Carl Christian Mez. Endlicheria multiflora ingår i släktet Endlicheria och familjen lagerväxter. Inga underarter finns listade i Catalogue of Life.